# Seelilien und Haarsterne
Seelilien und Haarsterne (Crinoidea von Altgr. κρίνος ‚Lilie‘) gehören zum Stamm der Stachelhäuter (Echinodermata) und sind damit verwandt mit Seeigeln und Seesternen. In der Systematik werden die Seelilien und Haarsterne mit etwa 620 Arten allen anderen heutigen Stachelhäutern (Eleutherozoa) als Schwestergruppe Pelmatozoa gegenübergestellt.
Die Systematik ist unsicher. Alle heutigen Seelilien und Haarsterne werden zur Unterklasse Articulata gezählt. Diese wird, je nach Quelle, in zwei bis fünf Ordnungen unterteilt. Oft werden Cirrentragende (Isocrinida) und Cirrenlose Seelilien (Millericrinida) unterschieden. Einigkeit besteht nur darin, dass die Haarsterne (Comatulida), die nicht sessil leben und heute die Masse der überlebenden Arten stellen, eine eigene Ordnung bilden.
Es gibt nur noch etwa 25 gestielte, sessil lebende Gattungen, die meist in der Tiefsee bis 6000 Meter leben und mit einer maximalen Höhe von einem halben Meter wesentlich kleiner bleiben als ihre ausgestorbenen Verwandten.

## Merkmale

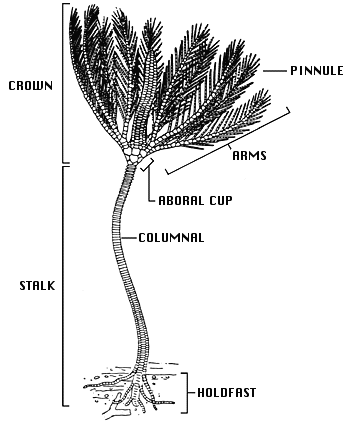
Anatomie eines Crinoiden

Die meisten Seelilienarten sind mit einem Stiel am Meeresboden befestigt und tragen am oberen Ende einen mit Plattenkränzen aufgebauten Kelch, der den Weichkörper des Tieres schützt. Vom Kelchrand aus verzweigen sich zunächst fünf Arme (fünfstrahlige Symmetrie). Durch weitere Teilung der Armbasen entstehen 10- oder auch 20-armige Kronen. Mit Hilfe von fiederartigen Armansätzen (Pinnulae) wird Plankton gefiltert und in den Mund befördert. Die Kelchdecke wird Tegmen genannt.
Alle Seelilien und Haarsterne ernähren sich, indem sie fressbare Partikel mit ihren gefiederten Armen aus dem vorbeiströmenden Wasser filtern.

## Systematik
Die Seelilien und Haarsterne werden derzeit in fünf Unterklassen unterteilt:
- Flexibilia †
- Articulata
  - Bourgueticrinida
  - Haarsterne (Comatulida) A. H. Clark, 1908
    - Paracomatulidae Hess, 1951
      - Paracomatula Hess, 1951

  - Cyrtocrinida
  - Encrinida Matsumoto, 1929 †
    - Ainigmacrinidae Hagdorn, 1988 †
      - Anigmacrinus Hagdorn, 1988 †

    - Dadocrinidae Lowenstam, 1942 †
      - Carnallicrinus Hagdorn, 2004 †
      - Dadocrinus von Meyer, 1847 †

    - Encrinidae Dujardin & Hupé, 1862 †
      - Cassianocrinus Laube, 1862 †
      - Chelocrinus von Meyer, 1835 †
      - Encrinus Lamarck, 1801 †
      - Zardinicrinus Hagdorn, 2004 †

    - Traumatocrinidae Mu, 1949 †
      - Traumatocrinus Wöhrmann, 1889 †
      - Vostocovacrinus Yeltysheva & Polyarnaya, 1886 †

  - Holocrinida Jaekel, 1918
    - Holocrinidae Jaekel, 1918
      - Eckicrinus Hagdorn & Gluchowski, 1993
      - Holocrinus Wachsmuth & Springer, 1886
      - Moenocrinus Hildebrand, 1926 †
      - Tollmannicrinus Klikushin, 1992

  - Hyocrinida
  - Isocrinida Severts-Doreck, 1952
    - Eocomatulidae Simms, 1988
    - Isocrinidae Gislén, 1924
    - Pentacrinitidae Gray, 1842

  - Millericrinida Severts-Doreck, 1952
    - Bangtoupocrinidae Stiller, 2000
      - Bangtoupocrinus Stiller 2000
      - Silesiacrinus Hagdorn & Gluchowski, 1993

  - Roveacrinida Peck, 1943 †
    - Saccocomidae †
      - Saccocoma Agassiz, 1836 †
- Cladida †
- Disparida †
- Camerata †

## Fossile Crinoiden

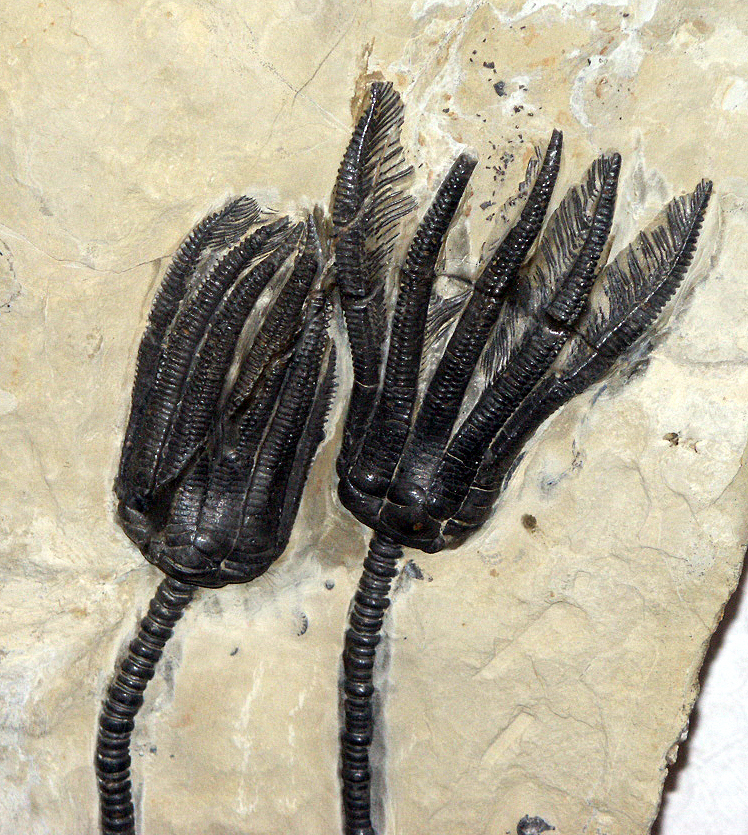
Fossile Seelilienkronen

Die Seelilien treten seit dem Ordovizium auf und leben, mit Ausnahme der Haarsterne (Comatulida), heute nur noch im Tiefseebereich südlich des Äquators („Lebende Fossilien“).
Während der Mittleren Trias (Muschelkalk) trat die Seelilie im mitteleuropäischen Flachmeerbereich (Germanisches Becken) so massenhaft auf, dass sie gesteinsbildend wurde (Trochitenkalk).
Neben den festsitzenden Formen kommen auch frei schwimmende Seelilien vor. Während des Schwarzen Jura (Lias) gab es z. B. aufgrund der lebensfeindlichen Verhältnisse (Sauerstoffmangel) in tieferen Meeresbereichen nur frei schwimmende Seelilien. Sie lebten entweder in Kolonien, an Treibhölzer angeheftet oder als Einzeltiere.
Eine weitere Gruppe, die Bojen-Seelilien (Scyphocriniten), war im oberen Silur und unteren Devon (also vor etwa 400 Millionen Jahren) weit verbreitet. Die schönsten Funde von Scyphocrinites elegans stammen aus Marokko bei Erfoud. Neben den Kelchen fanden sich kugelartige Gebilde (Lobolithen) mit einem Durchmesser von 10 cm und mehr, ursprünglich gasgefüllte „Bojen“, an welchen die Stiele mit den Kelchen nach unten hingen. Die Bojen-Seelilien von Marokko gehören zu den merkwürdigsten Entwicklungen von Seelilien überhaupt. Wie sich die Bojen aus ursprünglich kleinen Wurzeln herausgebildet haben, ist noch Gegenstand der Forschung.
Die größte Seelilienkolonie, die weltweit je gefunden und präpariert wurde, ist im Urwelt-Museum Hauff in Holzmaden ausgestellt. Sie ist 18 m × 6 m groß. Sie wuchs an einem zwölf Meter langen Treibholz fest und stammt aus dem Schwarzen Jura (Unteres Toarcium) von Holzmaden.

### Fundorte

Stielglied von Holocrinus dubius auf der Oberfläche der Oberen Schaumkalkbank des Unteren Muschelkalks

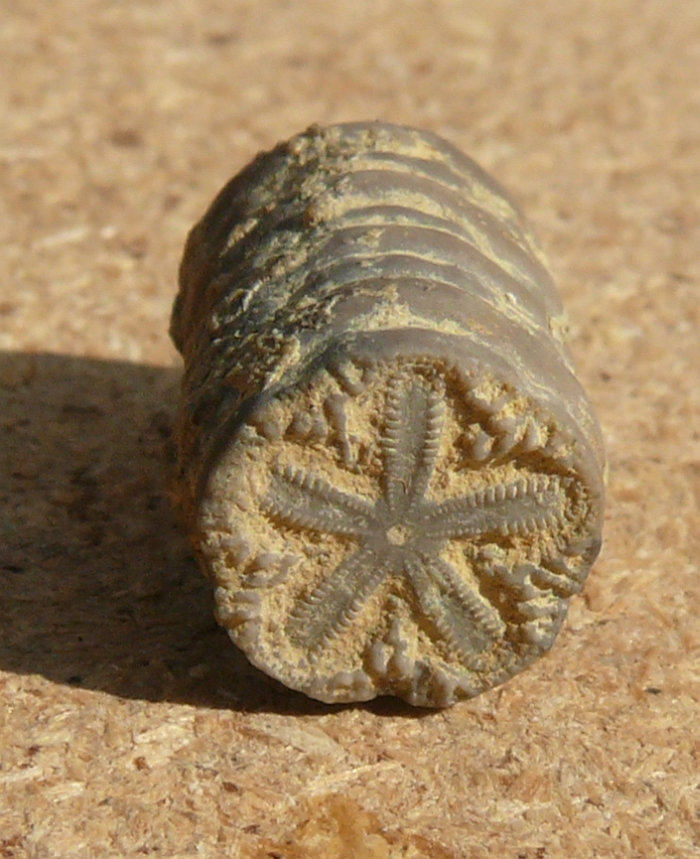
Teil eines Stiels von Seirocrinus sp. aus dem Unteren Jura, Unteres Pliensbachium

Versteinerungen von Seelilien sind in den Randgebieten des Höhenzugs Elm im weichen Elmkalkstein zu finden, besonders ausgeprägt in Erkerode (in der Mitte des Höhenzugs kam durch Erosionen der härtere, untere Kalkstein zum Vorschein). Vor allem fand man die Art Encrinus liliiformis mit ihrer gedrungenen, robusten Krone. In jüngster Zeit konnten im Elm ganze Muschel-Seelilien-Lebensgemeinschaften nachgewiesen werden, die eng umgrenzte, riffartige Gebilde darstellten. Die Sammlung Klages (Königslutter) besitzt mehrere hundert Exemplare, darunter eine große Steinplatte mit 16 Seelilienkronen und Stielen bis zu 70 cm Länge.
Eines der klassischen Fundgebiete von vollständig erhaltenen Encrinus liliiformis ist die Umgebung von Crailsheim. Die Trochitenbänke sind hier besonders mächtig und bestehen lagenweise fast nur aus den Trochiten dieser Art. Exemplare aus der Crailsheimer Umgebung befinden sich in vielen Museen.
Im Land Salzburg, in den Adneter Steinbrüchen, sind im Roten Knollenkalk der Sorte Motzen Marmor zahlreiche Seelilien-Einsprenglinge zu finden, diese treten als Kalkspatfüllungen von Seelilien-Stielgliedern und Nadeln von Seeigeln in Erscheinung.

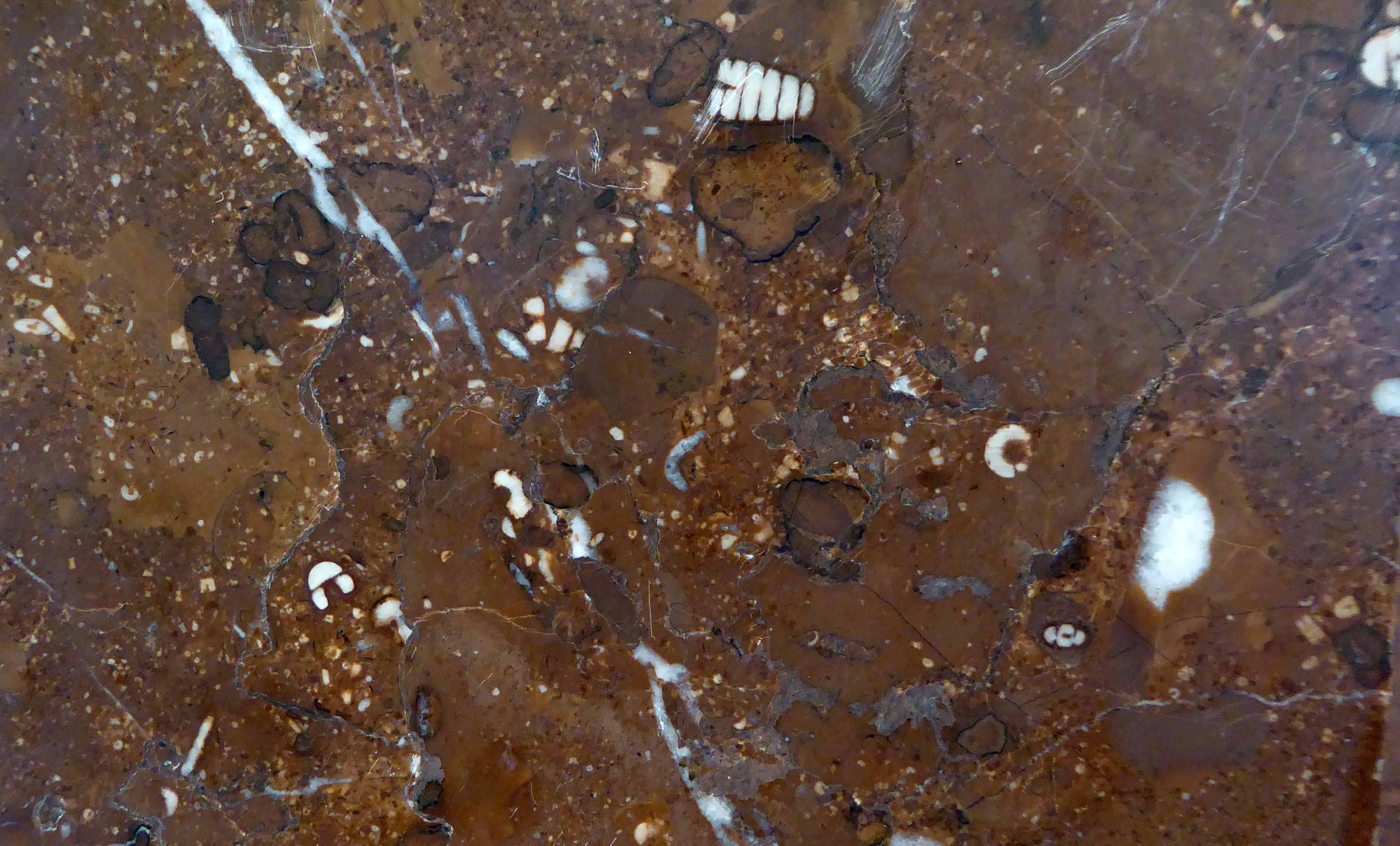
Adneter Motzen-Marmor, Österreich

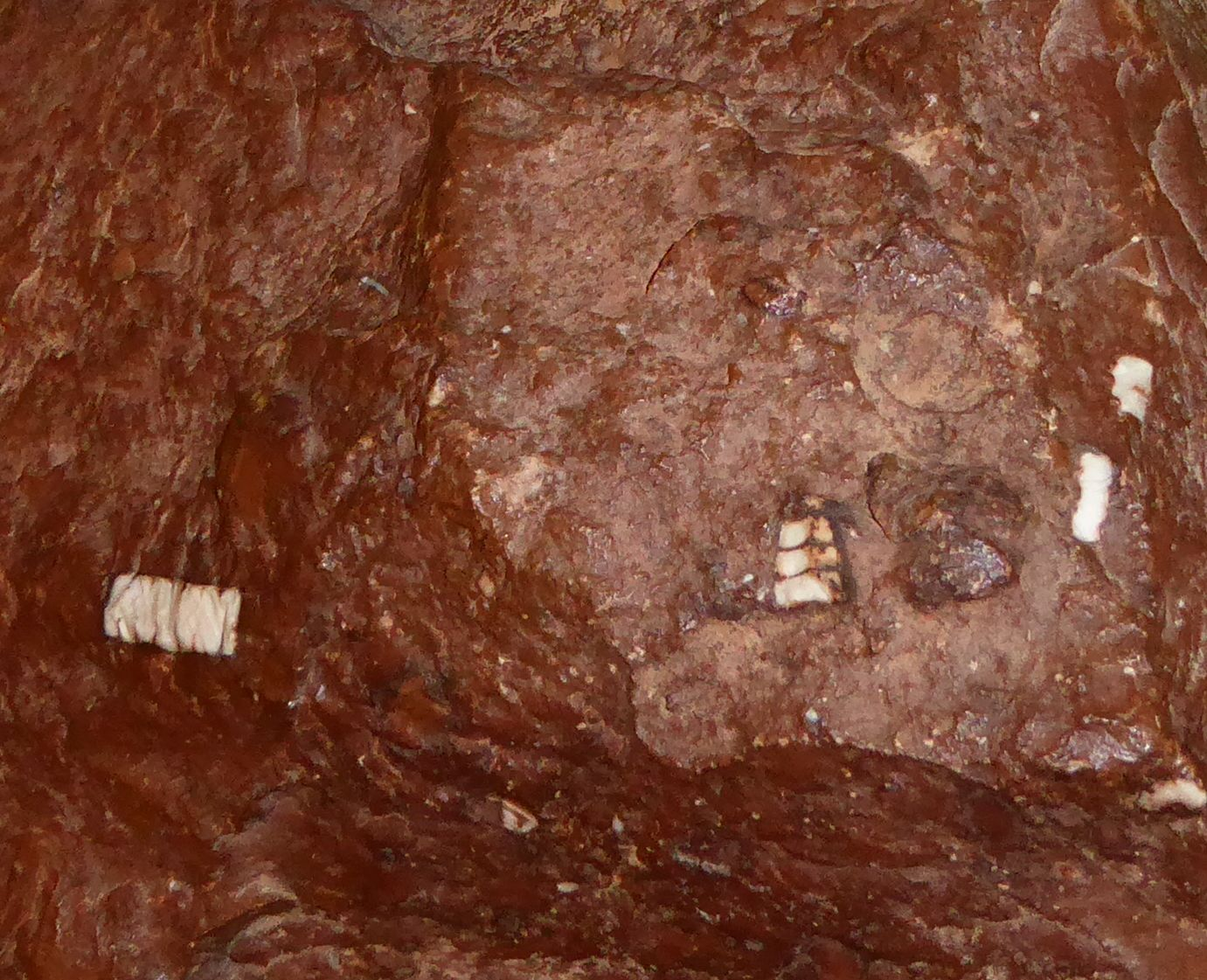
Bruchstück eines Adneter Motzen-Marmors, Österreich

### Volksglaube und Brauchtum

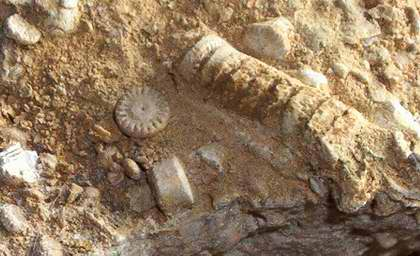
Trochitenkalk, gefunden bei Erkerode am Westrand des Elm

Besonders verbreitet sind Trochiten, die versteinerten Stielglieder der Seelilien, die sich aus den kalkigen Crinoiden-Skeletten bildeten. Bereits in der Steinzeit wurde der Trochitenkalk zu Halsketten verarbeitet. Dies war naheliegend, denn die röhrenartigen Trochiten ummantelten den Nervenkanal der Tiere. In der vorchristlichen Zeit wurde u. a. in Mitteleuropa bei fossilen Trochiten der ehemalige Nervenkanal wieder freigebohrt und die einzelnen Glieder zu einer Halskette aufgefädelt. Bei den Germanen galten die Trochiten als Zeichen der Tapferkeit. Diese Bedeutung blieb lange erhalten. Im Zuge der Christianisierung musste die Bevölkerung ihre Trochiten (Bonifatiuspfennige, Wichtelpfennige oder Hexengeld) abgeben. Noch 1714 fand man Trochiten unter den Bezeichnungen „Asteros sphragis“, „Asterias Gesneri“, „Lapis crucis“, „Oculum belli“, „Oculum mundi“ und „Asteria gemma“ in Apotheken als Heilmittel gegen verschiedenen Krankheiten, wie Epilepsie, Melancholie, giftige Tiere, Nasenbluten, Schwindel und Nierenleiden. Ferner sollten sie die Tapferkeit fördern, die Nachgeburt erleichtern und dem Besitzer ein langes Leben bescheren.
Bestimmte Fossilien von Crinoiden wie auch solche von vielarmigen Schlangensternen (Ophiuroidea) wurden in einer Vergangenheit, als diese versteinerten Formen bei ihren Betrachtern noch Schrecken erregen konnten, als „Medusenhaupt“ bezeichnet. Die meeresbewohnende Medusa aus der griechischen Mythologie ließ durch den bloßen Anblick ihres von Schlangenhaar bedeckten Kopfes Menschen zu Stein werden.